# Abtei Affligem
Die Abtei Affligem (niederländisch Sint-Pieters-en-Paulusabdij Affligem) ist eine Benediktinerabtei in Affligem in der Provinz Flämisch-Brabant, etwa 5 km östlich von Aalst und 20 km nordwestlich von Brüssel. 
Gegründet am 28. Juni 1062 von Pfalzgraf Hermann II., war sie lange Zeit Hausabtei der Herzoge von Brabant und die vortrefflichste in Brabant (lateinisch primaria Brabantiae). 1523 trat die Abtei der Bursfelder Kongregation bei, um die Regeln wieder strenger einzuhalten. 1569 wurde der Erzbischof von Mecheln Granvelle zum Abt ernannt, die Aufsicht wurde einem Propst übertragen bis 1796. Das kam einer Verweltlichung der Güter nahe.
Im Gefolge der Französischen Revolution wurde die Abtei im Jahr 1796 aufgehoben. 1869/70 kam es zu einer Neugründung, es zog wieder ein Konvent ein. Im Jahr 2010 zählte die Abtei etwa 18 Mönche. Seit 2012 gehört sie zur flämischen Provinz der Kongregation von Subiaco und Montecassino innerhalb der Benediktinischen Konföderation. 
Die Abtei ist auch bekannt durch ihre lange Tradition des Bierbrauens.

## Einzelbelege
1. ↑  P. J. A. N. Rietbergen: A short history of the Netherlands : from prehistory to the present day. 5. Auflage. Bekking, Amersfoort 2002, ISBN 90-6109-440-2, S. 71.